# Crytea nyassae
Crytea nyassae là một loài tò vò trong họ Ichneumonidae.